# Telang Makmur
Telang Makmur is een bestuurslaag in het regentschap Banyuasin van de provincie Zuid-Sumatra, Indonesië. Telang Makmur telt 2763 inwoners (volkstelling 2010).